# بنتو

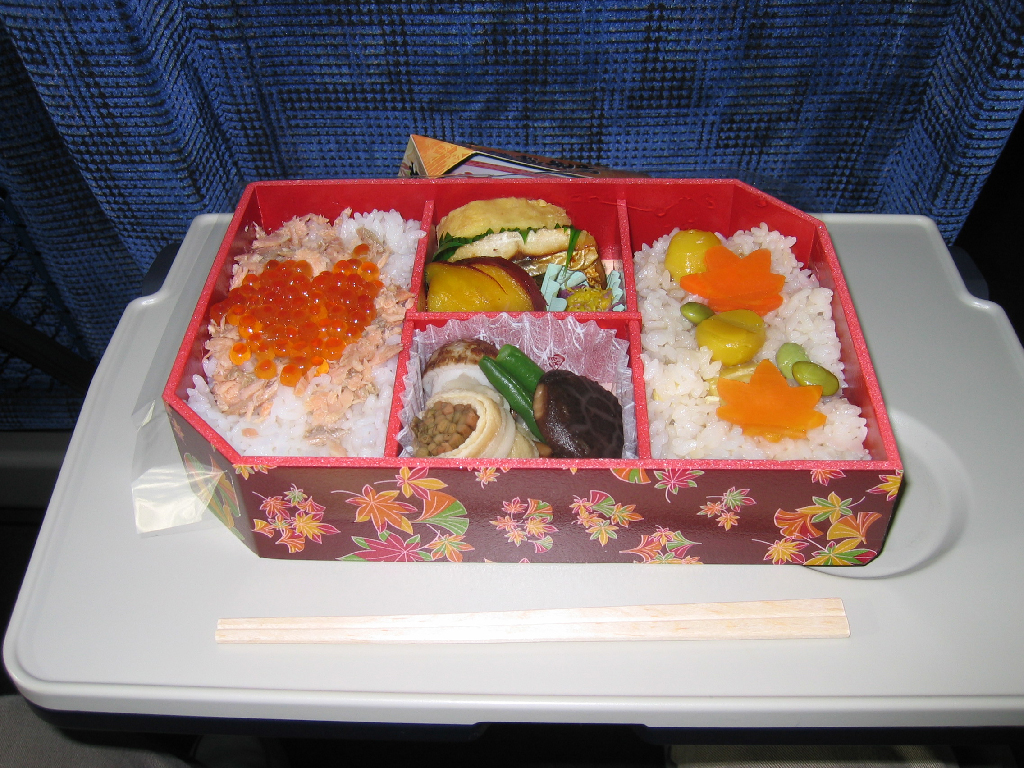
بنتو موضوعة على طاولة مقعد في قطار.

بِنتو (باليابانية: 弁当، بالروماجي: bentō) كلمة يابانية تعنى مجموعة من المأكولات تحمل على وعاء مجمع، ويتنقل بها من مكان إلى مكان آخر. وهي من الأمور مشهورة كثيرًا في المطبخ الياباني. تحوي البنتو التقليدي على رز، قطعة من السمك أو اللحم، وبضع قطع من المخلل أو الخضار المسلوقة كطبق جانبي. تتراوح نوعية علبة البنتو من علبة بلاستيكية أو ورقية تستعمل لمرة واحدة إلى علب بنتو يدوية الصنع من الخشب الفاخر. وعلى الرغم من انتشار علب البنتو على طول اليابان وعرضها في محلات البقالة، ومحطات القطار ومجمعات التسوق، إلا أن الكثير من ربات المنازل لا زالت تمضي الوقت في صنع علب البنتو لأبنائهم لأخذها إلى المدرسة أو لها ولزوجها لأخذها إلى العمل، حيث يعتقد أن مدى اعتناء الزوجة بتنسيق البنتو يظهر مقدار حبها ورعايتها لأسرتها.

## تاريخ
يعود أصل البنتو إلى فترة كاماكورا (1185 - 1333) وذلك عندما طور الرز المطبوخ والمجفف والذي يطلق عليه اسم هوشي إي (干し飯) وتعني «الطعام الجاف» حيث قد يؤكل كما هو أو يغلى في الماء ليعاد طبخه. أما في فترة أزوتشي-موموياما (1586 - 1600) تم إنتاج علب بنتو خشبية مطلية ومزخرفة وكانت تستخدم لتناول الطعام في فصل الهانامي أو حفلات الشاي. وفي فترة إدو (1603 - 1867) انتشرت البنتو بشكل كبير وتطورت، حيث كان المسافرين وعابري السبيل يحملون بنتو على خصرهم تسمى كوشي بنتو (腰弁当) وتعني «بنتو الخصر» تحوي بضع كرات من أونيغيري (كرات الرز) ملفوفة بأوراق القصب أو موضوعة في صندوق مصنوع من القصب. في فترة مييجي (1868 - 1912) ظهرت أول إكي بنتو (駅弁当) وتعني «بنتو محطة القطار» ويعتقد أن أول إكي بنتو بيعت في 16 يوليو 1885 في محطة أوتسونوميا وكان فيها قطعتين من أونيغيري وقطع مخلل ملفوفة بأوراق القصب. في فترة تايشو (1912 - 1926) ظهرت البنتو المصنوعة من الألمنيوم وكانت سهلة التنظيف وجميلة وبراقة المنظر، وبدأت ظاهرة أخذ البنتو إلى المدرسة التي بدأت في عهد مييجي في الانحسار بسبب التفرقة التي كانت تحصل بين الطلاب على أساس مظهر علبة البنتو التي يحملها والتي كانت تعكس طبقته الاجتماعية ومدى ثروة أسرته، وتم استبدال نظام البنتو بنظام الأكل الموحد للمدارس. عادت شعبية البنتو في الثمانينات من القرن العشرين مع ظهور المايكرويف وانتشار محلات البقالة، بالإضافة إلى تصنيع البنتو من الكرتون أو البلاستيك سهل الحصول عليها بأثمان منخفضة نسبياً.

## أنواع البنتو

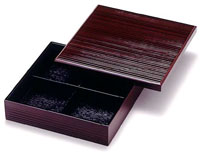
شوكادو بنتو

- شوكادو بنتو (松花堂弁当) هي بنتو تقليدية مصنوعة من الخشب ومطلية باللاكر.
- تشوكا بنتو (中華弁当) تحوي على طعام صيني.
- كاماميشي بنتو (釜飯弁当) تباع في محطات القطار في محافظة ناغانو وهي تأخذ للذكرى.
- ماكونوأوتشي بنتو (幕の内弁当) هي بنتو تقليدية تحوي رز ومخلل وقطعة سمك مع بيض مقلي وغيرها.
- نوريبن (海苔弁) هي أبسط أنواع البنتو تحوي رز ملفوف بنوري.

## وصلات خارجية
فن البنتو 